# Beatrice de Montfort

Blazonul conților de Montfort-l'Amaury

Beatrice de Montfort (n. cca. decembrie 1248/1249 – d. 9 martie 1312) a fost o nobilă franceză, devenită prin căsătorie contesă de Dreux.

## Familia
Beatrice s-a născut cândva între December 1248 și 1249, fiind unicul copil al contelui Ioan I de Montfort cu Ioana de Chateaudun. Bunicii săi pe linie paternă au fost Amalric al VI-lea, conte de Montfort și Beatrice de Burgundia, iar pe linie maternă vicontele Geoffroi al VI-lea de Chateaudun și Clémence des Roches.
În 1249, tatăl Beatricei a murit în Cipru, pe cînd participa la Cruciada a șaptea, lăsând-o văduvă pe mamasa, Ioana. În 1251, aceasta din urmă s-a recăsătorit cu Ioan de Brienne, mare majordom al Franței, cu care a avut o altă fiică, Bianca de Brienne (n. 1252–d. 1302). Ioana de Chateaudun a murit cândva după 1252, lăsând moștenirea pe seama atât a Beatricei, cât și a Biancăi.

## Căsătorie
Beatrice a fost căsătorită în 1260 cu Robert al IV-lea, conte de Dreux, Braine și Montfort-l'Amaury (n. 1241 – d. 12 noiembrie 1282), pe când avea vârsta de numai opt ani. Soțul ei era fiul lui Ioan I de Dreux și al Mariei de Bourbon. Robert a moștenit titlurile de Dreux și Braine ca urmare a morții tatălui său din 1249, iar după căsătoria cu Beatrice a preluat și titlul de Montfort prin dreptul soției sale.

### Urmași
Căsătoria cu Robert a dus la nașterea a șase copii: 
1. Maria (n. 1261–d. 1276), căsătorită în 1275 cu Matei al IV-lea de Montmorency
2. Iolanda, contesă de Montfort (n. 1263–d. 1323), căsătorită prima dată la 15 octombrie 1285 cu regele Alexandru al III-lea al Scoției, iar a doua oară în 1292 cu ducele Artur al II-lea de Bretania
3. Ioan (n. 1265–d. 1309), căsătorit mai întâi cu Ioana de Beaujeu, seniorină de Montpensier (d. 1308), iar apoi în 1308 cu Perrenelle de Sully
4. Ioana, devenită contesă de Braine, căsătorită mai întâi cu contele Ioan al IV-lea de Roucy, iar a doua oară cu Ioan de Bar
5. Beatrice (n. 1270–d. 1328), abatesă de Pont-Royal
6. Robert, senior de Cateau-du-Loire

## Moartea
Beatrice a murit în 9 martie 1312 la vârsta de 63 de ani. Ea a fost înmormântată în abația de Haute-Bruyère.